# Piteco: Ingá
Piteco: Ingá é um romance gráfico do gênero ficção pré-histórica publicado em 2013 pela Panini Comics como parte do projeto Graphic MSP, que traz releituras dos personagens da Turma da Mônica sob a visão de artistas brasileiros dos mais variados estilos. Piteco: Ingá foi escrito e desenhados pelo quadrinista Shiko e conta a história do homem das cavernas Piteco, que precisa resgatar sua amada Thuga que foi sequestrada pelos homens-tigre, ao mesmo tempo em que seu povo faz uma jornada em busca de terras férteis. O título refere-se às inscrições da Pedra do Ingá, localizada na Paraíba. O livro ganhou o 26º Troféu HQ Mix na categoria "melhor publicação de aventura / terror / ficção".
Em junho de 2019, é lançado outro romance gráfico pelo selo Graphic MSP, Piteco: Fogo por Eduardo Ferigato, que teve o texto da quarta capa assinado por Shiko.